# Brachycentrus occidentalis
Brachycentrus occidentalis is een schietmot uit de familie Brachycentridae. De soort komt voor in het Nearctisch gebied.